# Danh sách album bán chạy nhất theo năm tại Hoa Kỳ
Tạp chí Billboard bắt đầu thực hiện danh sách số lượng bán album từ năm 1956.

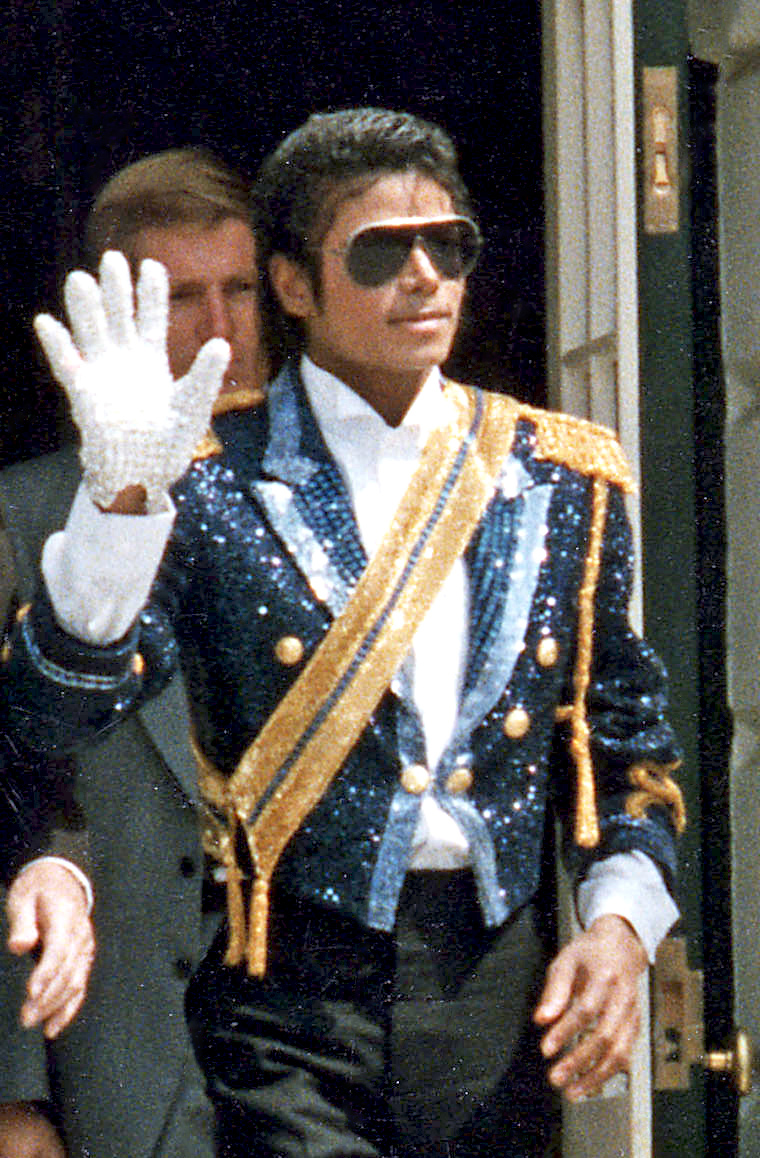
Album Thriller của Michael Jackson là album bán chạy nhất trong 2 năm liên tiếp (1983-1984).

## Thập niên 50
- Album bán chạy nhất năm 1956 là Calypso, bởi Harry Belafonte.
- Album bán chạy nhất năm 1957 là My Fair Lady, ghi âm Nguyên Bản.
- Album bán chạy nhất năm 1958 là My Fair Lady, ghi âm Nguyên Bản.
- Album bán chạy nhất năm 1959 là Music from Peter Gunn, bởi Henry Mancini.

## Thập niên 60
- Album bán chạy nhất năm 1960 là The Sound of Music, ghi âm Nguyên Bản.
- Album bán chạy nhất năm 1961 là Camelot, ghi âm Nguyên Bản.
- Album bán chạy nhất năm 1962 là West Side Story Soundtrack.
- Album bán chạy nhất năm 1963 là West Side Story Soundtrack.
- Album bán chạy nhất năm 1964 là Hello, Dolly!, ghi âm Nguyên Bản.
- Album bán chạy nhất năm 1965 là Mary Poppins Soundtrack.
- Album bán chạy nhất năm 1966 là Whipped Cream & Other Delights, bởi Herb Alpert & The Tijuana Brass.
- Album bán chạy nhất năm 1967 là More of The Monkees bởi The Monkees.
- Album bán chạy nhất năm 1968 là Are You Experienced? bởi The Jimi Hendrix Experience.
- Album bán chạy nhất năm 1969 là In-A-Gadda-Da-Vida bởi Iron Butterfly.

## Thập niên 70
- Album bán chạy nhất năm 1970 là Bridge Over Troubled Water, bởi Simon and Garfunkel.
- Album bán chạy nhất năm 1971 là Jesus Christ Superstar Soundtrack.
- Album bán chạy nhất năm 1972 là Harvest, bởi Neil Young.
- Album bán chạy nhất năm 1973 là The World Is a Ghetto, bởi War.
- Album bán chạy nhất năm 1974 là Goodbye Yellow Brick Road, bởi Elton John.
- Album bán chạy nhất năm 1975 là Elton John's Greatest Hits.
- Album bán chạy nhất năm 1976 là Frampton Comes Alive, bởi Peter Frampton.
- Album bán chạy nhất năm 1977 là Rumours, bởi Fleetwood Mac.  Lưu trữ ngày 11 tháng 12 năm 2007 tại Wayback Machine
- Album bán chạy nhất năm 1978 là the Saturday Night Fever Soundtrack.  Lưu trữ ngày 11 tháng 12 năm 2007 tại Wayback Machine
- Album bán chạy nhất năm 1979 là 52nd Street, bởi Billy Joel.  Lưu trữ ngày 11 tháng 12 năm 2007 tại Wayback Machine

## Thập niên 80
- Album bán chạy nhất năm 1980 là The Wall, bởi Pink Floyd.  Lưu trữ ngày 11 tháng 12 năm 2007 tại Wayback Machine
- Album bán chạy nhất năm 1981 là Hi Infidelity, bởi REO Speedwagon.  Lưu trữ ngày 10 tháng 2 năm 2008 tại Wayback Machine
- Album bán chạy nhất năm 1982 là Asia, bởi Asia.  Lưu trữ ngày 5 tháng 2 năm 2009 tại Wayback Machine
- Album bán chạy nhất năm 1983 là Thriller, bởi Michael Jackson.  Lưu trữ ngày 29 tháng 7 năm 2012 tại archive.today
- Album bán chạy nhất năm 1984 là Thriller, bởi Michael Jackson.  Lưu trữ ngày 22 tháng 7 năm 2012 tại archive.today
- Album bán chạy nhất năm 1985 là Born in the U.S.A., bởi Bruce Springsteen.  Lưu trữ ngày 20 tháng 10 năm 2006 tại Wayback Machine
- Album bán chạy nhất năm 1986 là Whitney Houston, bởi Whitney Houston.  Lưu trữ ngày 11 tháng 12 năm 2007 tại Wayback Machine
- Album bán chạy nhất năm 1987 là Slippery When Wet, bởi Bon Jovi.  Lưu trữ ngày 13 tháng 5 năm 2011 tại Wayback Machine
- Album bán chạy nhất năm 1988 là Faith, bởi George Michael.  Lưu trữ ngày 25 tháng 9 năm 2008 tại Wayback Machine
- Album bán chạy nhất năm 1989 là Don't Be Cruel , bởi Bobby Brown.  Lưu trữ ngày 13 tháng 9 năm 2008 tại Wayback Machine

## Thập niên 90
- Album bán chạy nhất năm 1990 là Rhythm Nation 1814, bởi Janet Jackson.  Lưu trữ ngày 20 tháng 10 năm 2006 tại Wayback Machine
- Album bán chạy nhất năm 1991 là Mariah Carey, bởi Mariah Carey.  Lưu trữ ngày 29 tháng 6 năm 2012 tại archive.today
- Album bán chạy nhất năm 1992 là Ropin' the Wind, bởi Garth Brooks.  Lưu trữ ngày 21 tháng 12 năm 2007 tại Wayback Machine
- Album bán chạy nhất năm 1993 là The Bodyguard Soundtrack.  Lưu trữ ngày 19 tháng 12 năm 2007 tại Wayback Machine
- Album bán chạy nhất năm 1994 là The Sign, bởi Ace of Base.  Lưu trữ ngày 1 tháng 6 năm 2008 tại Wayback Machine
- Album bán chạy nhất năm 1995 là Cracked Rear View, bởi Hootie and the Blowfish.  Lưu trữ ngày 11 tháng 12 năm 2007 tại Wayback Machine
- Album bán chạy nhất năm 1996 là Jagged Little Pill, bởi Alanis Morissette.  Lưu trữ ngày 22 tháng 12 năm 2007 tại Wayback Machine
- Album bán chạy nhất năm 1997 là Spice, bởi Spice Girls.  Lưu trữ ngày 22 tháng 9 năm 2008 tại Wayback Machine
- Album bán chạy nhất năm 1998 là Titanic Soundtrack.  Lưu trữ ngày 8 tháng 2 năm 2008 tại Wayback Machine
- The best selling album of 1999 là Millennium, bởi Backstreet Boys.  Lưu trữ ngày 8 tháng 2 năm 2008 tại Wayback Machine

## Thập niên 2000
- Album bán chạy nhất năm 2000 là No Strings Attached, bởi *NSYNC.  Lưu trữ ngày 20 tháng 5 năm 2009 tại Wayback Machine
- Album bán chạy nhất năm 2001 là 1, bởi The Beatles.  Lưu trữ ngày 1 tháng 1 năm 2008 tại Wayback Machine
- Album bán chạy nhất năm 2002 là The Eminem Show, bởi Eminem.  Lưu trữ ngày 27 tháng 5 năm 2012 tại archive.today
- Album bán chạy nhất năm 2003 là Get Rich or Die Tryin', bởi 50 Cent.  Lưu trữ ngày 12 tháng 2 năm 2008 tại Wayback Machine
- Album bán chạy nhất năm 2004 là Confessions, bởi Usher.  Lưu trữ ngày 20 tháng 10 năm 2006 tại Wayback Machine
- Album bán chạy nhất năm 2005 là The Emancipation of Mimi, bởi Mariah Carey.  Lưu trữ ngày 7 tháng 1 năm 2006 tại Wayback Machine
- Album bán chạy nhất năm 2006 là High School Musical Soundtrack.
- Album bán chạy nhất năm 2007 là Noel, bởi Josh Groban. Lưu trữ ngày 8 tháng 2 năm 2009 tại Wayback Machine
- Album bán chạy nhất năm 2008 là Tha Carter III, bởi Lil Wayne.
- Album bán chạy nhất năm 2009 là Fearless, bởi Taylor Swift.

## Thập niên 2010
- Album bán chạy nhất năm 2010 là Recovery, bởi Eminem.
- Album bán chạy nhất năm 2011 là 21, bởi Adele.
- Album bán chạy nhất năm 2012 là 21, bởi Adele.
- Album bán chạy nhất năm 2013 là The 20/20 Experience, bởi Justin Timberlake.
- Album bán chạy nhất năm 2014 là 1989, bởi Taylor Swift.
- Album bán chạy nhất năm 2015 là 25 (Album của Adele), bởi Adele.
- Album bán chạy nhất năm 2016 là 25 (Album của Adele), bởi Adele.